# María Xosé Agra
María Xosé Agra Romero (11 de febrero de 1956) es una filósofa española especialista en filosofía política y teoría crítica feminista. Es miembro de la comisión de género del Consejo de la Cultura Gallega.

## Trayectoria
Doctora en Filosofía y profesora de Filosofía moral y política de la Universidad de Santiago de Compostela. Trabaja en Filosofía política, teorías de justicia y teoría crítica feminista. Desde 2007 es Catedrática de Filosofía Moral y Política de la Universidad de Santiago de Compostela. Es coordinadora del Grupo de Investigación "Xustiza e Igualdade" de la USC y miembro del Centro de Investigaciones Feministas de Estudios de Género (CIFEX) de la Universidad de Santiago de Compostela además de miembro del plenario del Consejo de Cultura Gallego.
Es especialmente conocida por sus trabajos en el ámbito de la Filosofía Política y la Teoría crítica feminista. Ha investigado sobre la vulnerabilidad humana, justicia e igualdad. Trabajando autoras como Okin, Iris Marion Young, Adriana Cavarero, Judith Butler o Shklar son algunas de las autoras sobre las que reflexiona para plantear la complejidad de las raíces de los desequilibrios de nuestra sociedad.
En ¿Olvidar a Clitemnestra? Sobre justicia e igualdad (2016) la filósofa realiza un análisis exhaustivo de las complejas relaciones en el mundo contemporáneo entre justicia e igualdad, desde un punto de vista que la autora considera privilegiado, la crítica feminista.

## Publicaciones
- ¿Olvidar a Clitemnestra? Sobre justicia e igualdad (2016) Santiago de Compostela: USE Editora.
- Cara a unha poética feminista. Homenaxe a María Xosé Queizán (2011) ISBN: 978-84-9914-232-6
- En torno a la justicia (1999) María José Agra, Luis G. Soto, Cristina Caruncho Michinel
- Feminismo y filosofía (2000). Celia Amorós y María Xosé Agra
- Ecología y feminismo (1998) ISBN: 978-84-8151-578-7
- Corpo de muller: discurso, poder, cultura. Obra colectiva. (1997) ISBN 978-84-87847-87-5
- J. Rawls (1985) ISBN: 978-84-7191-352-4

### Artículos
- Ciudadanía, feminismo y globalización.[5] (2008)
- Ciudadanía: ¿Un asunto de familia?. Isegoría (2008)
- Del sexo y del género: epistemología y política.(2017) Anuario de literatura comparada 1616. Universidad de Salamanca